# Piper biroi
Piper biroi är en pepparväxtart som beskrevs av Karl Moritz Schumann. Piper biroi ingår i släktet Piper och familjen pepparväxter. Inga underarter finns listade i Catalogue of Life.